# Ichnia
Ichnia (tiếng Ukraina: Ічня) là một thành phố của Ukraina. Thành phố này thuộc tỉnh Chernihiv. Thành phố này có diện tích 11,43 km2, dân số theo điều tra dân số năm 2001 là 12780 người.